# Гонконг 47
«Гонконг 47» (англ. Hong Kong 47; кант. 香港47人案, трансліт. hoeng1gong2 47 jan4ngon3, «Випадок 47 осіб у Гонконзі») — це група з 47 демократичних гонконзьких активістів яких звинувачують у змові з метою вчинення підривної діяльності відповідно до закону про національну безпеку Гонконгу.

## Хід подій
6 січня 2021 року 53 активістів, з них колишніх законодавців, соціальних працівників та науковців заарештували Департаментом національної безпеки поліції Гонконгу відповідно до закону про національну безпеку за їхню організацію та участь у праймеріз. Це стало найбільшим придушенням з використанням закону про національну безпеку з моменту його прийняття з 30 червня 2020 року. Влада також провела рейди на 72 сайтах, включаючи будинок ув’язненого активіста Джошуа Вонга, офіси новинних видань Apple Daily, Stand News і InMedia HK та Інститут опитування Гонконзького інституту дослідження громадської думки (PORI), і заморозила кошти пов’язані з праймеріз на понад 200 000 доларів США. Арешти були спрямовані проти кількох відомих діячів, і в результаті значно скоротили табір прихильників демократії, включаючи його помірковане крило.
28 лютого 2021 року 47 опозиціонерам серед заарештованих у січні було офіційно видано звинувачення у «змові з метою вчинення підривної діяльності» відповідно до закону про національну безпеку. Під час їхнього тогорічного суду 1 березня біля будівлі зібралися сотні протестувальників.
Декілька адвокатів висловили свої заперечення в суді щодо повільного судового переслідування, яке контрастувало з швидким висуванням обвинувачень. Аналітики вважали повільний судовий процес, який поширювався на інші справи національної безпеки навмисною стратегією, спрямованою на провокування та розповсюдження страху. Розгляд справи кілька разів відкладався: під час перерви 4 березня 2022 року було призначено наступну дату слухання на 28 квітня через всплеск COVID-19. Кілька днів потому суддя вищого суду закликав суд нижчої інстанції провести швидкий судовий розгляд. Підсудних іноді тримали в ізоляторах.
Судовий розгляд тривав з 6 лютого по 4 грудня 2023 року. Двоє були виправдані колегією суддів у травні 2024 року, а решта 14 були визнані винними. Кінцеві вироки було назначено від 4 років 2 місяців до 10 років позбавлення волі. Бенні Тай, якого суд назвав «натхненником ініціювання плану», отримав найдовший термін ув’язнення.
Перед проведенням праймеріз міністр з конституційних і материкових справ Ерік Цанг попередив, що вони можуть порушити новий закон про національну безпеку, зокрема його положення, які забороняють «сепаратизм, підривну діяльність і змову з іноземними державами». Бенні Тай спростував цю заяву, заявивши, що «така адвокаційна робота відповідає принципам Основного закону».

## Список заарештованих

### Заарештовані
1. Бенні Тай Ю-тінг
2. Або Нок-хін
3. Ендрю Чіу Ка-Ін
4. Бен Чун Кам Лун
5. Гордон Нг Чінг-ханг
6. Тіффані Юн Ґавей
7. Фергюс Люн Фонг-Вай
8. Тат Ченг Тат-Хунг
9. Енді Чуй Чі-кін
10. Клеріс Йоен Сюїнь
11. Майкл Панг Чеук-кей
12. Джиммі Шем Tsz-kit
13. Клаудія Мо Ман-цзин
14. Кельвін Хо Каймін
15. Френкі Фунг Татчун
16. Лоуренс Лау Вай-Чунг
17. Helena Wong Pick-one
18. Натан Лау Чак-Фунг
19. Джошуа Вонг Чі-фун
20. Джеремі Янсен Там Ман-хо
21. Кінда Лі Ка-тат
22. Там Так-чі
23. У Чі-Вай
24. Зе Так-лой
25. Едді Чу Хой-Дік
26. Сем Чон Хосум
27. Принц Вонг Джи-юет
28. Ин Кінвай
29. Ендрю Ван Сіу-кін
30. Робота Ка-ки
31. Керол Нг Ман Йі
32. Рой Там Хой-понг
33. Гвінет Хо Куей-лам
34. Вентус Лау Вінг-хонг
35. Елвін Єнг
36. Раймонд Чан Чі-чуен
37. Оуен Чоу Кашинг
38. В Chew-Ting
39. Гері Фан Квок-вай
40. Хендрік Луї Чі-Ханг
41. Люн Квок-Хунг
42. Майк Лем Кінг-Шість
43. Рікі або Ю-лам
44. Лестер Шум тут
45. Генрі Вонг Парк-ю
46. Лі Юе Шунь
47. Вінні Ю Ваймін

### Звільнені
- Джон Кленсі
- Альтерін Джеффрі Ендрюс
- Лі Чі Янг
- Рой Квонг Чун-ю
- Джеймс То Кун-Сун
- Майкл Фелікс Лау Хой-ман
- Джозеф Лі Кок-лонг
- Юен Вай-комплект

## Вирок

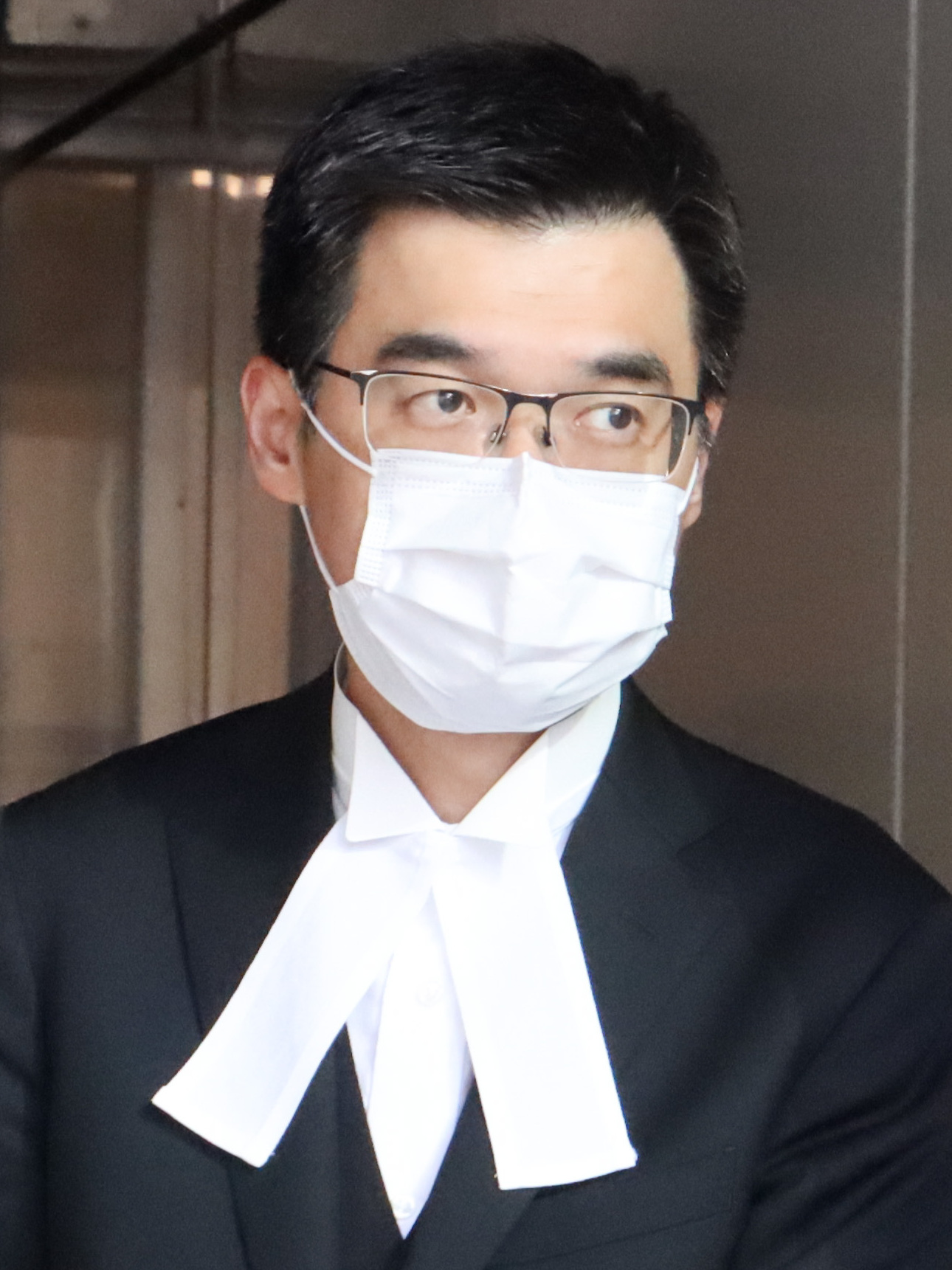
Ентоні Чау, провідний прокурор у справі

30 травня 2024 року 14 із 47 активістів були засуджені та визнані винними, тоді як двоє активістів Лоуренс Лау та Лі Юе Шунь були виправдані. Засудженим було обрано запобіжний захід до винесення вироку. Решта 31 активістів погодилися визнати провину. 13 червня міністерство юстиції оголосило, що подасть апеляцію на виправдання Лоуренс Лау, але не Лі.
19 листопада 2024 року Верховний суд Гонконгу засудив 45 засуджених активістів до позбавлення волі на строк від 4 до 10 років.

## Реакція

### Тайвань
Президент Китайської республіки Цай Інвень засудила арешти та закликала «світові демократії виступити проти політичних репресій Китаю». Вона пообіцяла, що Тайвань «продовжуватиме рішуче підтримувати вільний Гонконг і відстоювати спільні демократичні цінності». Міністр закордонних справ Тайваню Джозеф Ву назвав арешти в Гонконзі "глибоким шоком для тих, хто цінує свободу", і закликав світ «об'єднатися проти авторитаризму».